# Annemie Fontana
Annemie Fontana (Jacqueline Annamarie Fontana) (Versoix, Genf kanton, 1925. december 14. – Zürich, 2002. október 25.) svájci szobrászművész és grafikus.

## Élete
Édesapja – Alois Fontana – festőművész volt. Annemie születése után néhány héttel Zürichbe költözött a család. Nagymamája kívánságára Gaby Jouval francia származású svájci divattervező szalonjában tanult varrni 1943-tól 1946-ig. Ezt követően keramikusnak képezték Luzernben a Müller testvérek gyárában. Bár nem maradt az iparművészet területén, de bevallotta, hogy megtanulta a pozitív és negatív formákat. Az elkövetkező években kenyérkereső munkája mellett szobrásznak képezte magát autodidakta módon. Ösztöndíjkérelmét nyolcszor utasították el.
1954-ben állatokat ábrázoló kisplasztikáiból nyílt kiállítása, de a varrást és a ruhatervezést nem merte még feladni. 1956-ban államszövetségi ösztöndíjban részesült, 1958-ban pedig Zürich városától kapott  ösztöndíjat. 
Alois Carigier festőművész és grafikus megbízta, hogy az általa tervezett falmozaikot készítse el a zürichi Műszaki Szakiskolában. Fontana gyűjtötte és csiszolta a köveket.
Annemie Fontana alkotói éveiben fantomnak nevezett absztrakt poliészter szobrokat, fémből és poliészterből készült szobrászati alkotásokat, és szitanyomással készült képzőművészeti alkotásokat, valamint grafikákat készített.
Svájc különböző helységeiben állították ki szobrait. Csoportos kiállításokon vett részt Firenzében (1967), Hágában (1968), Tel-Avivban (1972), Haifában, Jeruzsálemben, Budapesten és Antwerpenben (1973), Lindauban (1977) és ismét Budapesten (1978).

## Alkotásai (válogatás)
- Wasserorgel (szökőkút), Chur (1964)
- Sirius (szökőkút), Zürich (1969 – 1972)
- Sitzmuschel, Zürich (1969 − 1972)
- Sunrise (szobor), Zürich (1974)
- Sitzwellen, Zumikon (1974)
- Durchschritt (Skulptur), Bülach (1980 – 1983)
- Sesam-Tür és Bronzeplastik, Zürich (1995 – 1996)

## Galéria

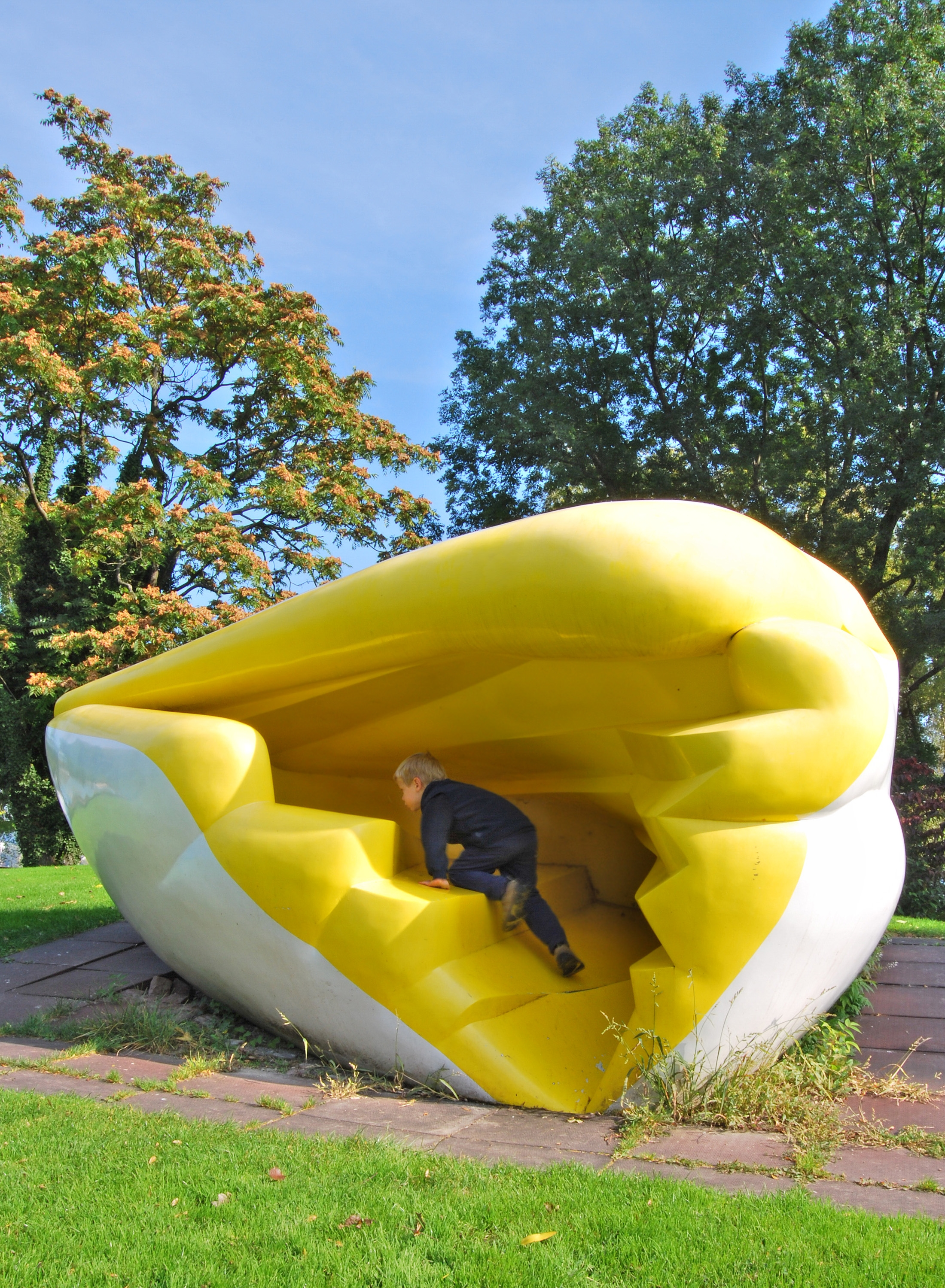
Ülőkagyló
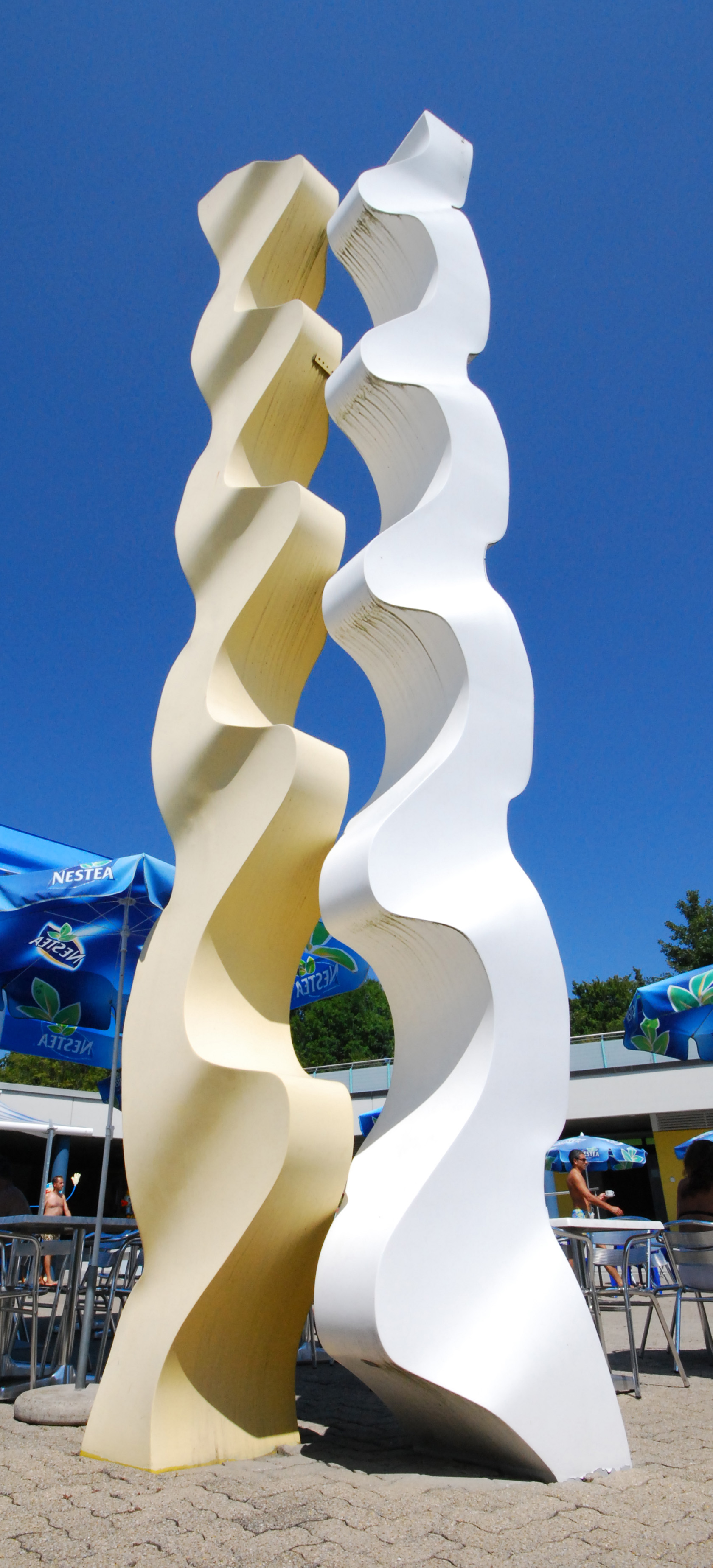
Hullámos sztélé
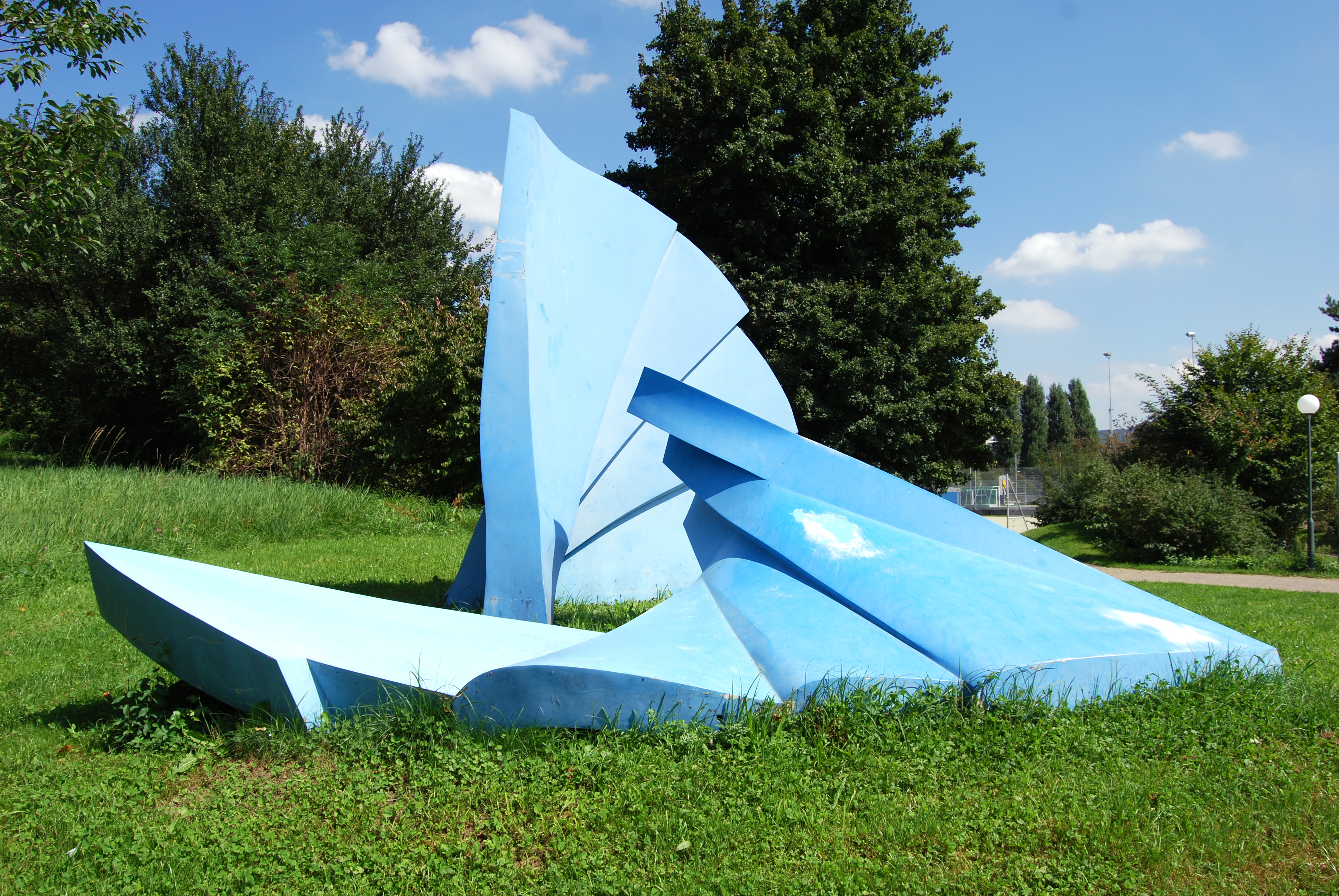
Napkelte
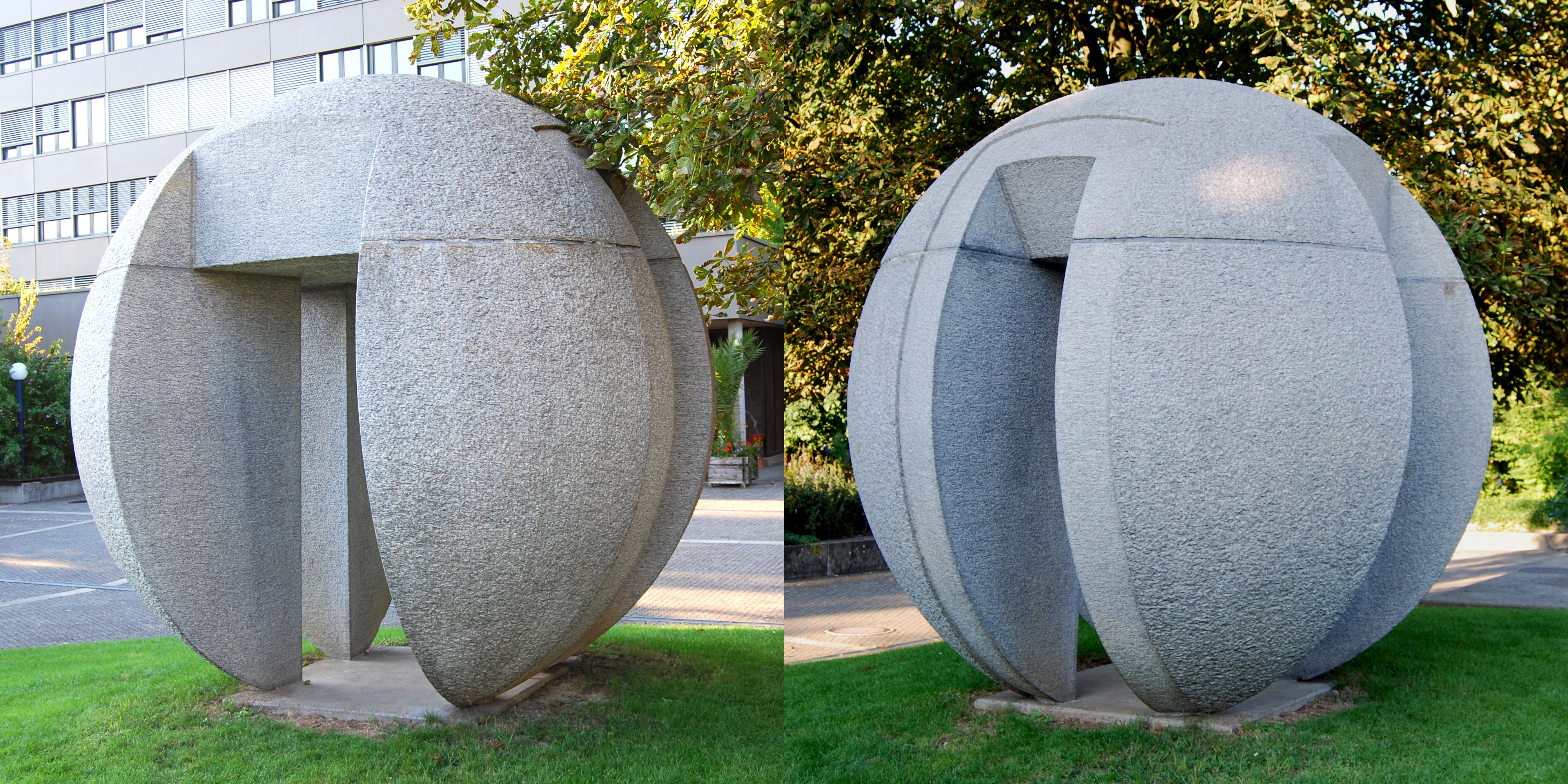
Keresztmetszet
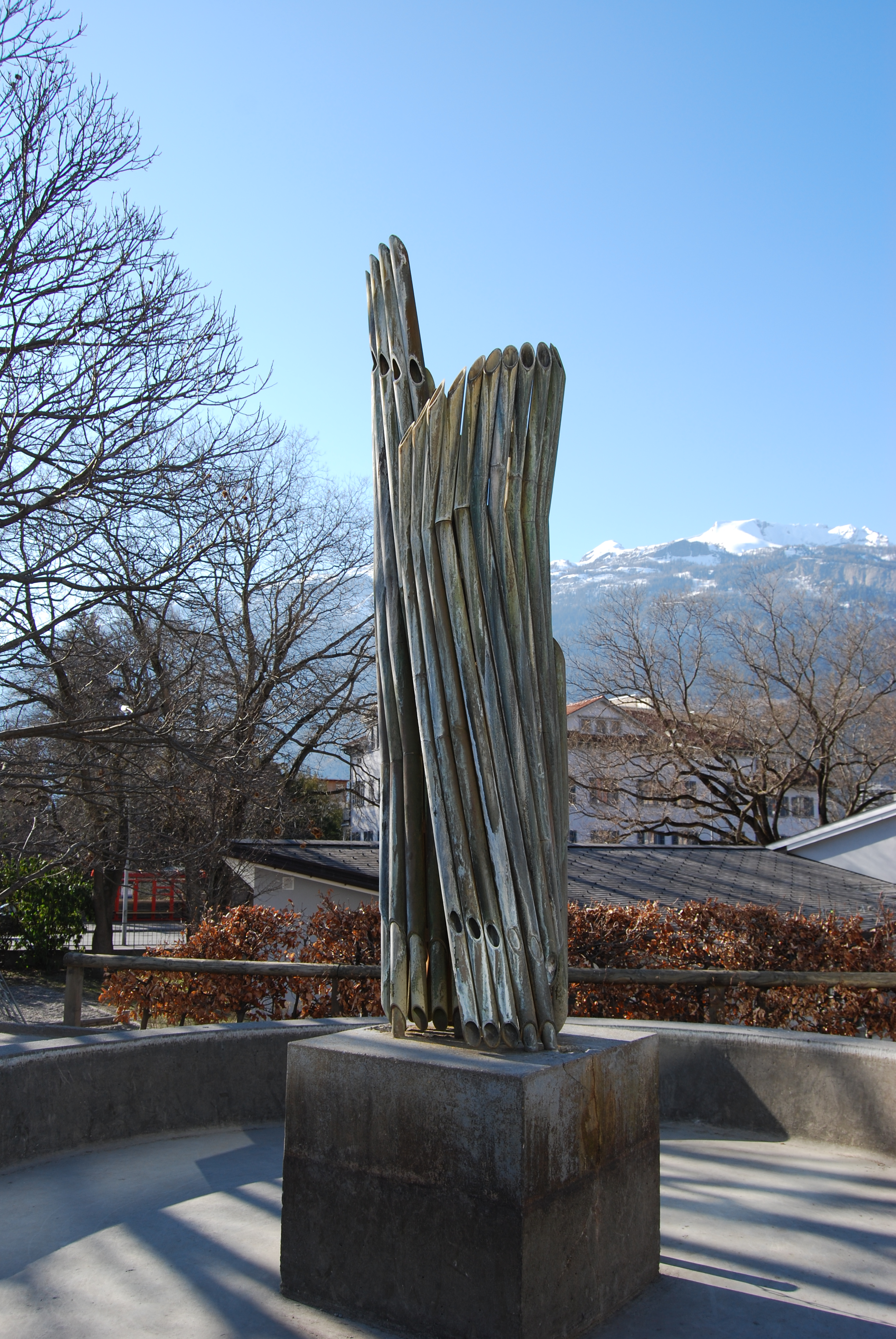
Víziorgona
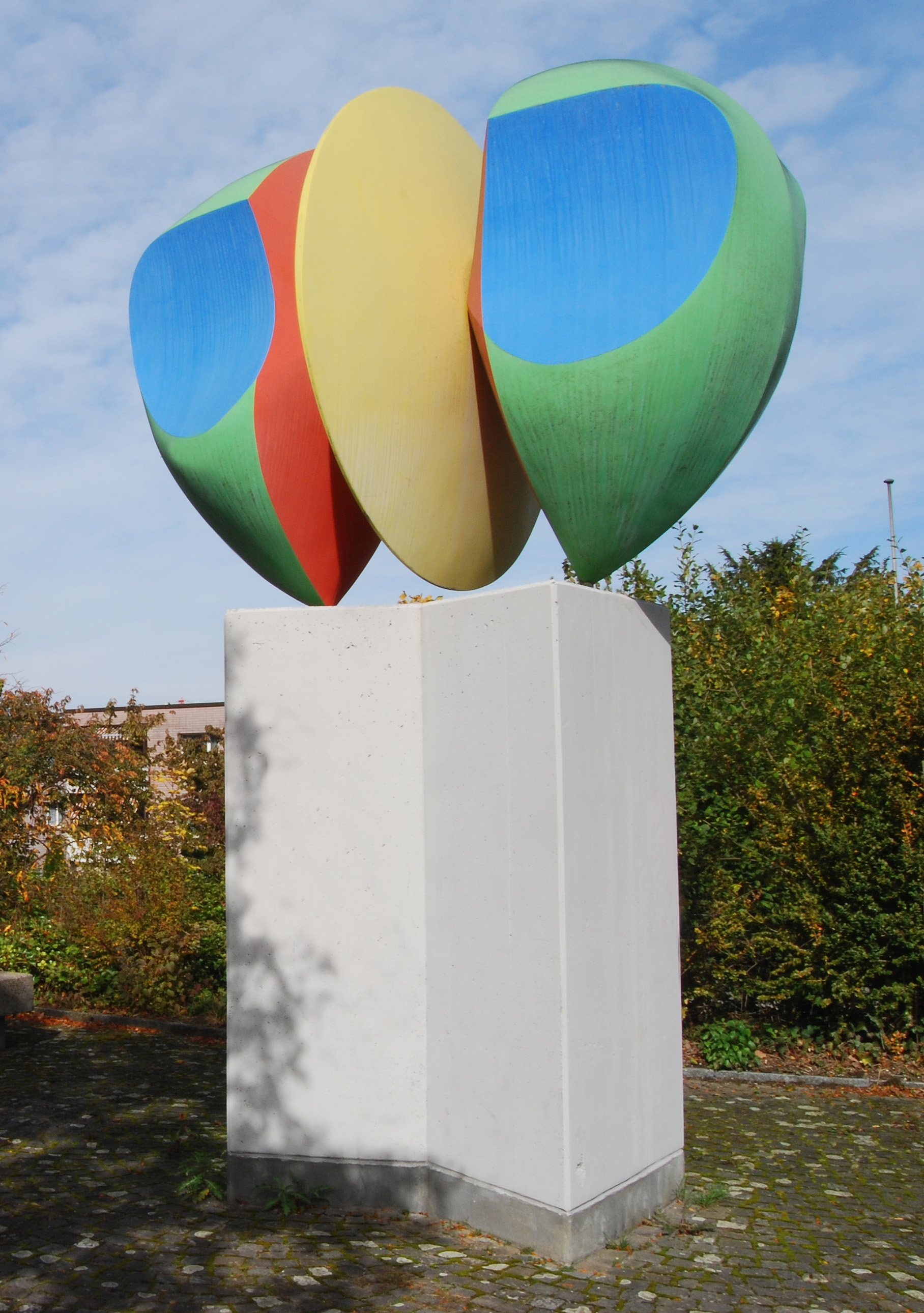
Szobrászati alkotás